# Teatro Amazonas
El Teatro Amazonas és un teatre de Manaus, (Brasil), el segon teatre més gran de l'Amazònia (superat només pel Theatro da Paz de Belém). El projecte de construcció fou presentat per primera vegada el 1881. La primera pedra es va posar el 1884. Té una capacitat de 701 espectadors, repartits entre la platea i els tres pisos.